# Shady Side
Shady Side es un lugar designado por el censo ubicado en el condado de Anne Arundel en el estado estadounidense de Maryland. En el Censo de 2010 tenía una población de 5.803 habitantes y una densidad poblacional de 279,79 personas por km².

## Geografía
Shady Side se encuentra ubicado en las coordenadas 38°49′39″N 76°31′6″O / 38.82750, -76.51833. Según la Oficina del Censo de los Estados Unidos, Shady Side tiene una superficie total de 20.74 km², de la cual 17.51 km² corresponden a tierra firme y (15.57%) 3.23 km² es agua.

## Demografía
Según el censo de 2010, había 5.803 personas residiendo en Shady Side. La densidad de población era de 279,79 hab./km². De los 5.803 habitantes, Shady Side estaba compuesto por el 85.52% blancos, el 10.7% eran afroamericanos, el 0.34% eran amerindios, el 0.88% eran asiáticos, el 0% eran isleños del Pacífico, el 0.67% eran de otras razas y el 1.88% pertenecían a dos o más razas. Del total de la población el 2.38% eran hispanos o latinos de cualquier raza.